# Múzeum-sziget

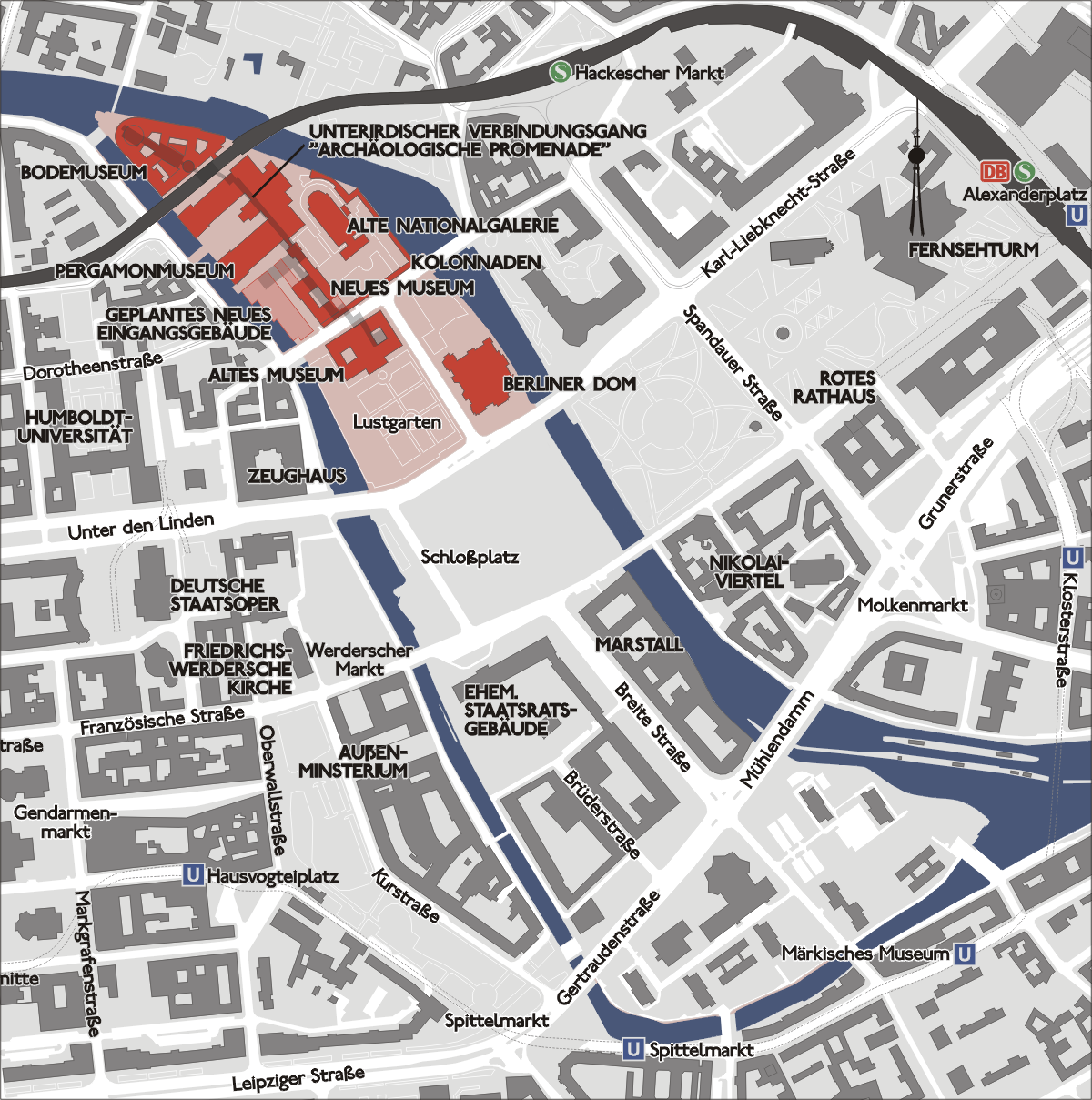
A Múzeum-sziget térképe

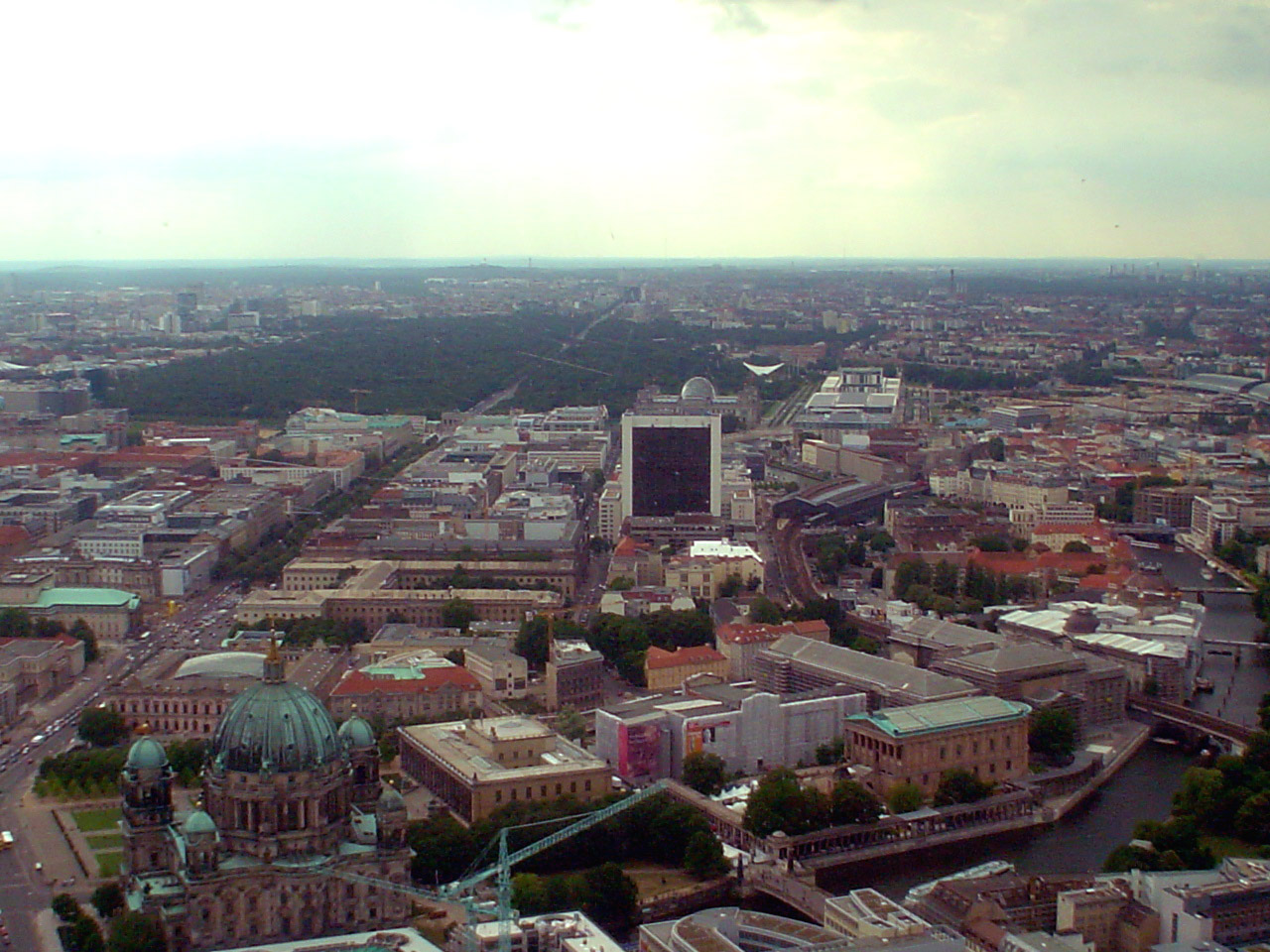
Látkép a tévétoronyból, az előtérben a Múzeum-szigettel

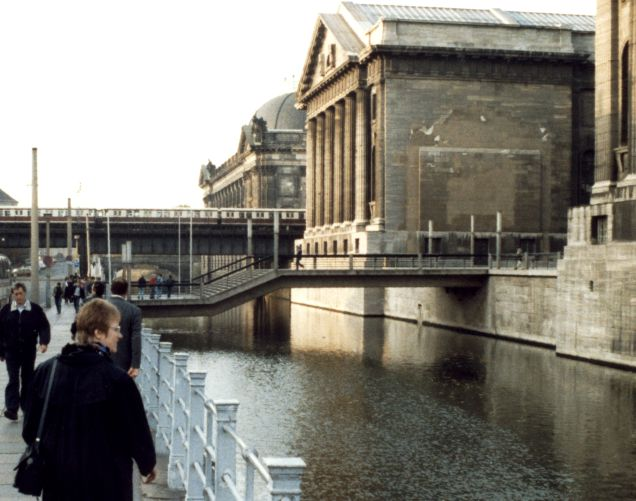
A Múzeum-sziget a Pergamon- és Bode-múzeumokkal

A Múzeum-sziget (németül: Museumsinsel) a Spree folyó szigetének északi része Berlin központjában. A legfontosabb berlini múzeumok közül öt itt jött létre és a terület ma is Berlin egyik leglátogatottabb nevezetessége. 1999 óta a Múzeum-sziget a világörökség része.

## Története
A Spree-sziget északi része a középkorban mocsaras liget volt. Míg a déli, valamivel magasabban fekvő részen már a 13. században létrejött Cölln város, az északi részt sokkal később kezdték hasznosítani a berlini városi kastély (Berliner Stadtschloss) kertjeként. A 17. században a Spree bal oldali ágának szabályozásával jött létre a mai Kupfergraben, amellyel a sziget északi részét csapolták le. A Spree és a Kupfergraben között jött létre területen létesült a Lustgarten nevű park.
1797-ben II. Frigyes Vilmos porosz király felkarolta Alois Hirt régész és művészettörténész javaslatát, hogy építsenek múzeumot az antik és újkori műkincsek kiállítására. 1810-ben III. Frigyes Vilmos rendeletet hozott egy nyilvános műgyűjtemény kialakítására. Karl Friedrich Schinkel 1822-ben mutatta be az új épület terveit, amelyek következtében a Spree-sziget északi része teljesen átrendeződött. Schinkel beépítési terve a múzeum mellett több híd építését is tartalmazta, ezenkívül előirányozta a Kupfergraben kiegyenesítését. A múzeumalapítási bizottság vezetésével Wilhelm von Humboldtot bízták meg.
A Múzeum-sziget első épületeként a ma Altes Museumnak (Régi Múzeum) nevezett a porosz királyi múzeum jött létre 1830-ban; ez volt Poroszország egyetlen nyilvános múzeuma. 1855-ben nyílt meg a Neues Museum, ezt 1876-ban a Alte Nationalgalerie követte. 1904-ben avatták fel a Frigyes Császár Múzeumot, amelyet 1956-ban Wilhelm von Bode művészettörténészről Bode Múzeumnak neveztek el. A Pergamonmuseum 1930-ban épült.
Az 1870-es évek vége felé a terület egészére általánossá vált a Múzeum-sziget elnevezés. 1880-ban a múzeumigazgatók konferenciája azt a határozatot hozta, hogy a jövőben a Múzeum-szigetre csakis a magasművészetet fogadják be, ami akkoriban az európai és közel-keleti művészetre korlátozódott.
A második világháború során a múzeumok több mint 70%-ban elpusztultak a bombázások és harcok során. Az 1950-ben elkezdődött újjáépítés nem vonatkozott a legsúlyosabban károsodott Neues Museumra. Az Új Múzeum szégyenfoltnak nevezett romját eleinte lebontásra szánták, de ez nem történt meg, mivel a raktárnak használt ép helyiségeit nem tudták volna pótolni. 1986-ban megkezdték a felújítási munkálatok előkészítését. 1989 előtt tervezték ugyan a Múzeum-sziget teljes felújítását, de a hatalmas költségek miatt el sem kezdték.
A német újraegyesítés után az 1990-es évek végén kezdődött el a Múzeum-sziget átfogó szanálása. 1999-ben a Porosz Kulturális Örökség Alapítvány tanácsa elindította a Masterplan Museumsinsel projektet, amely előirányozza az épületek szanálását, a múzeumegyüttes építészeti összekötését és az 1989 előtt szétosztott gyűjtemények újrarendezését.

## U5 projekt
A 2016-ban kezdődött U5 projekt keretében, (mely az U5-ös vonalat bővíti a Brandenburger Torig, onnan pedig az U55 vonalat fogja használni Berlin Hauptbahnhofig) az U5-ös metrónak itt is lesz állomása. Az állomás 2021 nyarán nyílik meg, az Unter den Linden és Rotes Rathaus állomások megnyíltak 2020.12.04-én.

## Az épületek elhelyezkedése
A Múzeum-sziget északi csúcsát a Monbijou híd keresztezi, amely a szigetet köti össze a Spree mindkét partjával. A gépkocsiforgalom elől lezárt hídon lehet megközelíteni a Bode Múzeum bejáratát. A Bode Múzeum háromszögletű neobarokk épületének kupolája uralja a sziget északi részét.
A Bode Múzeumtól délre a berlini S-Bahn sínjei haladnak át a szigeten, és elválasztják a Bode Múzeumot a Pergamonmuseumtól. A Múzeum-szigetnek ez a legújabb épülete Németországon kívül is nevezetes az ókori monumentális építményeiről, köztük a névadó Pergamon-oltárról. A bejáratot az épület három szárnya által közrezárt tér képezi, amely egy gyaloghídon át az Am Kupfergraben utcáról is megközelíthető.
A Pergamon Múzeumtól délre egyik oldalon a Neues Museum, másik oldalon a Régi Nemzeti Galéria (Alte Nationalgalerie) található, mely utóbbi antik templomot formáz. A bejárat előtt IV. Frigyes Vilmos porosz király lovasszobra tornyosul. A Régi Nemzeti Galéria bejárata előtt egy szobrokkal díszített tér található, amelyet déli és keleti irányban a Spree felől dór stílusú oszlopsor határol. A téren nyaranta szabadtéri vetítéseket és koncerteket rendeznek.
A Neues Museumtól és a Régi Nemzeti Galériától délre a Bodestraße szeli át a szigetet, amely gyalogosan a Spree nyugati ágán átívelő hídon közelíthető meg. A Spree keleti ágán a Frigyes hídon gépjárművel is lehet közlekedni. Ettől az utcától délre helyezkedik el az Altes Museum, a Lustgarten és a berlini dóm.
A berlini dómtól északra a Régi Nemzeti Galériával szemközt nyári estéken a madárbarátok egy különleges színjátékot figyelhetnek meg, amikor tízezernyi seregély egyszerre repül éjszakai szállására, az ott található gesztenyeliget fáira.

## A múzeumok
A szigeten található öt múzeum a Porosz Kulturális Örökség Alapítvány része. A múzeumépületek elsősorban régészeti gyűjteményeknek és 19. századi műalkotásoknak adnak szállást. A német újraegyesítést követően elkezdődött a kelet és nyugat között megosztott gyűjtemények összerendezése. A Masterplan Museumsinsel projekt keretében kerül sor az összes múzeum gyűjteményeinek átrendezésére és közös bemutatására. Új központi bejárati épületet terveznek a sziget egészének, ahol egyúttal tájékoztató központ, kávézó, boltok, vendéglők és rendezvénytermek is helyet kapnak. A múzeumok legtöbbjét részben a föld alatt vezetett gyalogsétány köti majd össze.
A Régi Múzeum főépületében található az antik gyűjtemény egy része, a görög kultúrából származó szobrokkal, fegyverekkel, aranyékszerekkel és ezüst tárgyakkal. 2005 augusztusa és 2009 között itt volt az Egyiptomi Múzeum gyűjteménye is, amely előzőleg Charlottenburgban volt.
A Neues Museum hosszú felújítás után 2009. október 16-án nyílt meg. Azóta itt látható Egyiptomi Múzeum és Papiruszgyűjtemény gyűjteménye, köztük Nofertiti híres mellszobrával és más Ehnaton korából származó műtárgyakkal. Ehhez csatlakozik még a kőkorszakból és későbbi korokból származó gyűjtemény egy része is.
A Pergamonmuseum három szárnyában építészeti műemlékek, valamint az ókori gyűjtemény görög és római szobrai, illetve az Előázsiai Múzeum 6000 évet átfogó műgyűjteménye, az Iszlám Művészet Múzeuma kaptak helyet. A Pergamon Múzeumban felállított Pergamon-oltár, milétoszi piackapu, illetve babiloni Istár-kapu világszerte ismertek.
A Régi Nemzeti Galéria gyűjteménye 19. századi szobrokat és festményeket tartalmaz Caspar David Friedrichtől kezdve a francia impresszonistákon át a Rómában alkotó nazarénusokig.
A 2006-ban újra megnyitott Bode Múzeumban található Bizánci Művészet Múzeuma a 3. századtól a 19. századig tartalmaz anyagokat, a szoborgyűjteményben a korai középkortól 18. századi terjedő időszak olasz és német alkotásai kaptak helyet. Ugyanitt az Éremkabinetben Kr. e. 7. századi kis-ázsiai érméktől a 20. századig terjedő gyűjtemény található.

### Az egyes múzeumok látogatói számának alakulása
| Múzeum               | 2008      | 2009      | 2010      | 2011      | 2012      | 2013      | 2014      | 2015      | 2016      |
| -------------------- | --------- | --------- | --------- | --------- | --------- | --------- | --------- | --------- | --------- |
| Neues Museum         |           | 293.000   | 1.142.000 | 903.000   | 701.000   | 940.000   | 633.000   | 726.000   | 739.000   |
| Pergamonmuseum       | 1.298.000 | 1.093.000 | 1.035.000 | 1.305.000 | 1.410.000 | 1.260.000 | 995.000   | 750.000   | 739.000   |
| Alte Nationalgalerie | 240.000   | 313.000   | 364.000   | 305.000   | 312.000   | 350.000   | 339.000   | 454.000   | 340.000   |
| Altes Museum         | 1.080.000 | 531.000   | 362.000   | 330.000   | 162.000   | 165.000   | 206.000   | 252.000   | 271.000   |
| Bode Múzeum          | 282.000   | 251.000   | 260.000   | 390.000   | 165.000   | 206.000   | 226.000   | 237.000   | 237.000   |
| Összesen             | 2.900.000 | 2.481.000 | 3.163.000 | 3.233.000 | 2.750.000 | 2.921.000 | 2.399.000 | 2.419.000 | 2.326.000 |

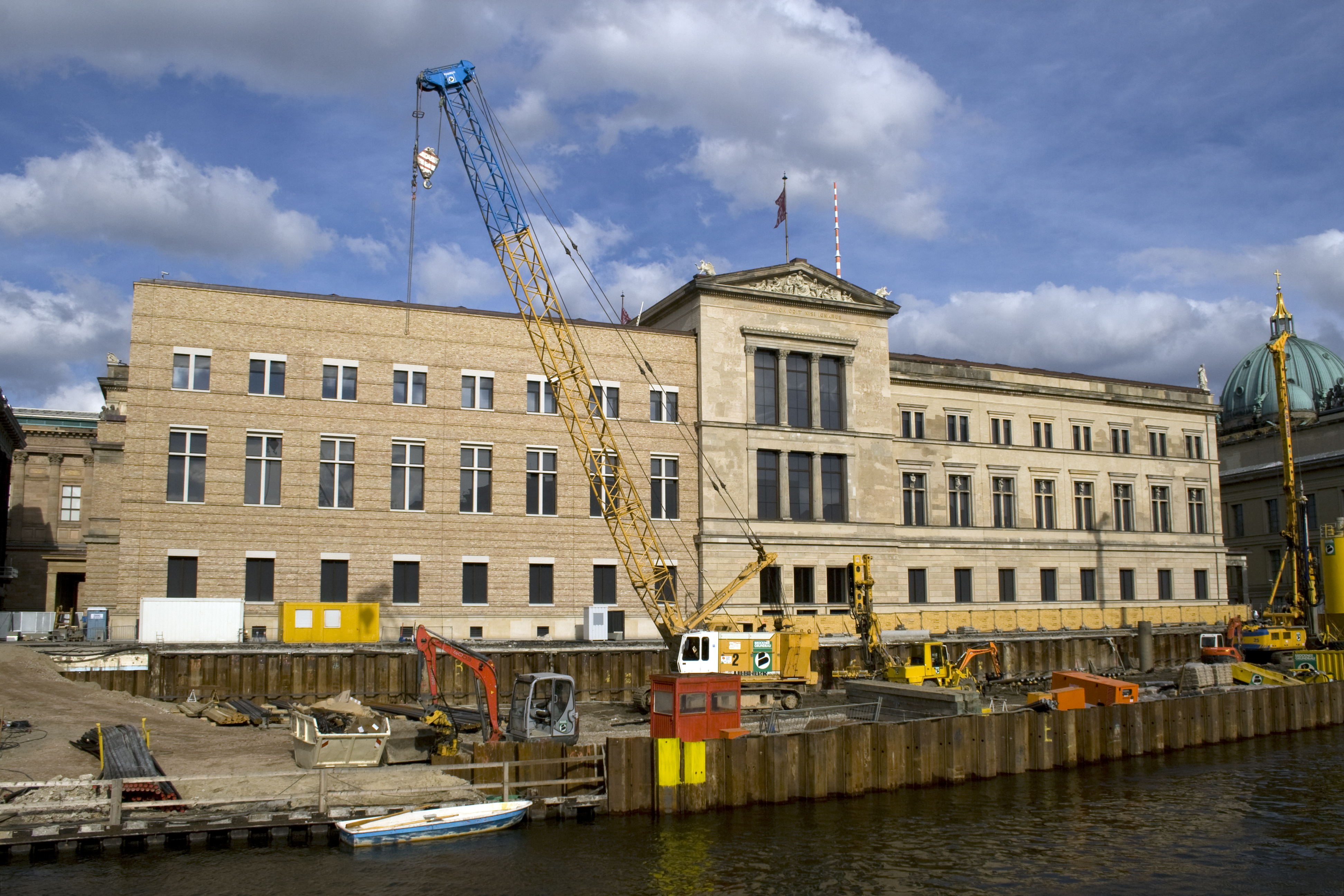
A Neues Museum nyugati homlokzata, előtte az új látogató-központ alapozási munkálataival. 2010. április 1.
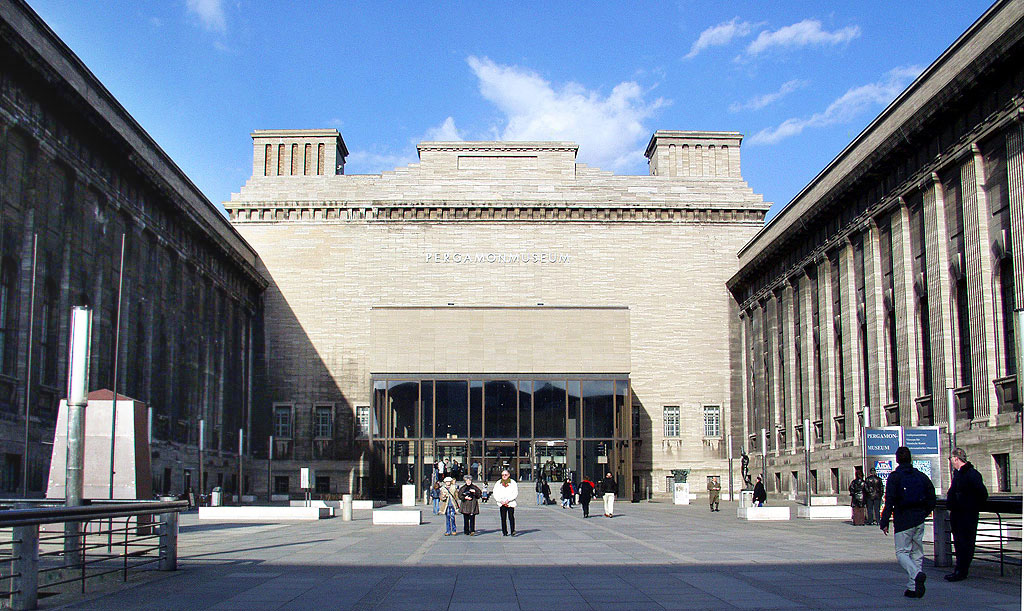
Pergamonmuseum
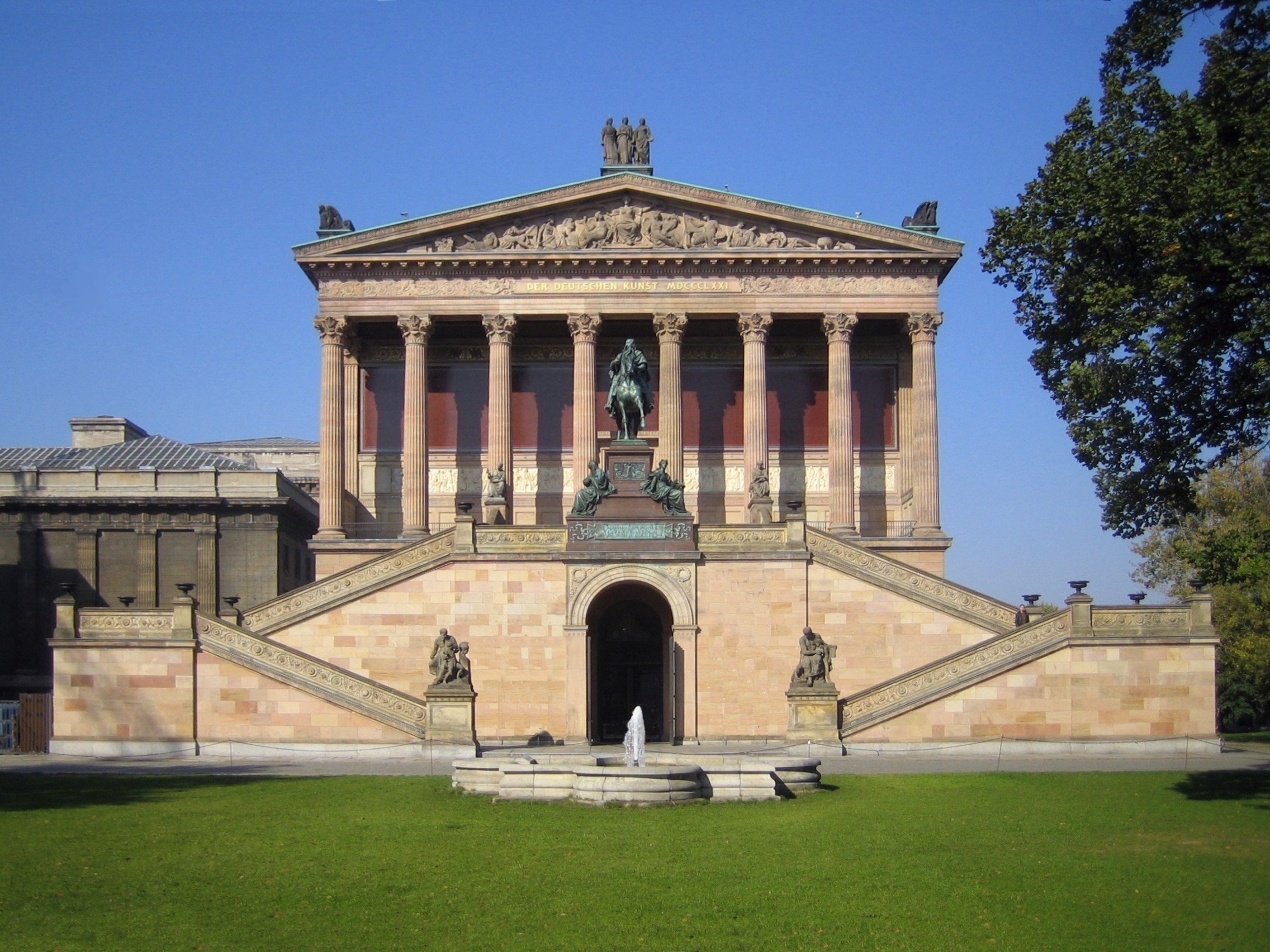
Alte Nationalgalerie
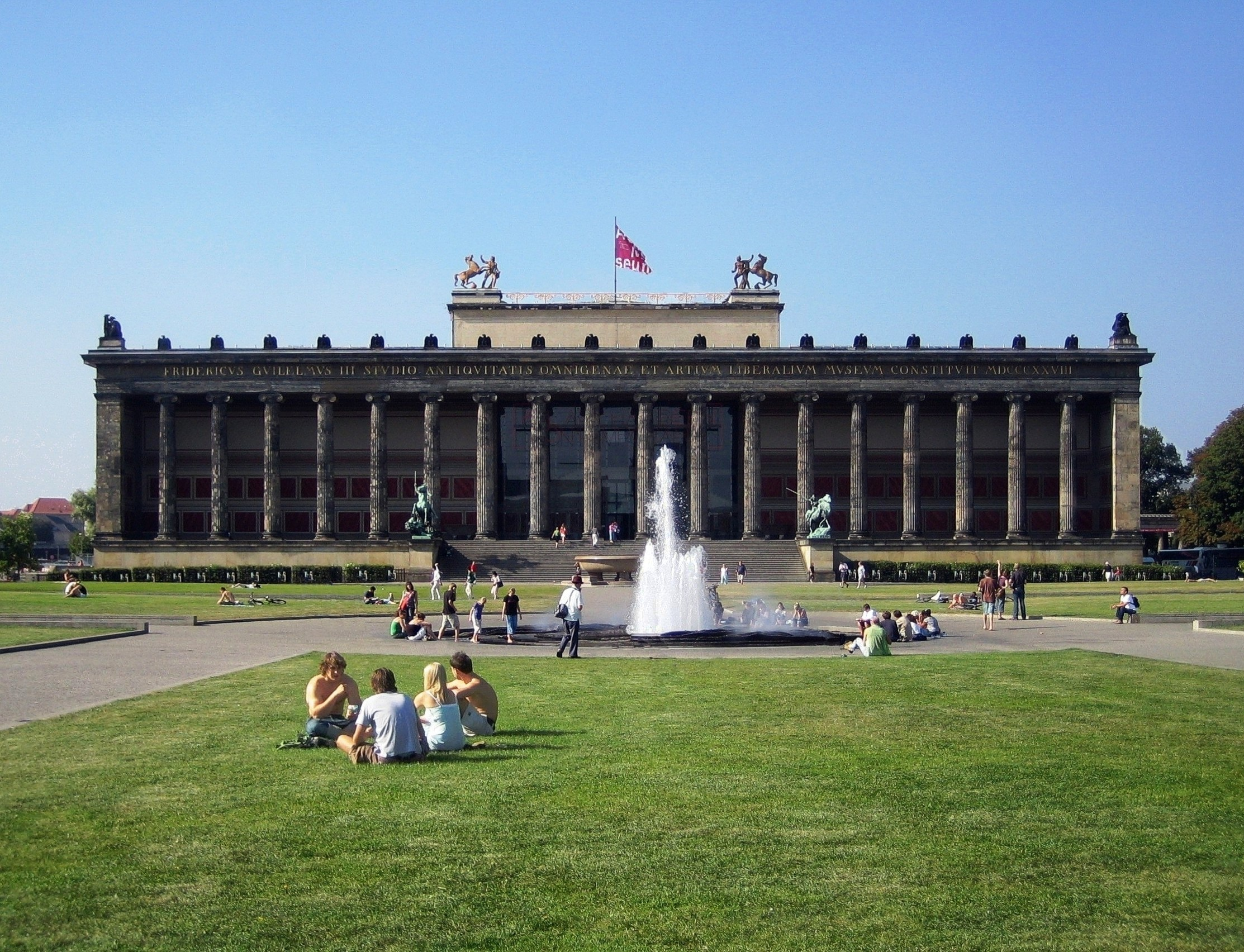
Altes Museum

## Fordítás
Ez a szócikk részben vagy egészben  a   Museumsinsel (Berlin) című német Wikipédia-szócikk ezen változatának fordításán alapul.  Az eredeti cikk szerkesztőit annak laptörténete sorolja fel. Ez a jelzés csupán a megfogalmazás eredetét és a szerzői jogokat jelzi, nem szolgál a cikkben szereplő információk forrásmegjelöléseként.